# Präludium und Fuge Es-Dur BWV 852 (Das Wohltemperierte Klavier, I. Teil)
Präludium und Fuge Es-Dur, BWV 852, bilden ein Werkpaar im 1. Teil des Wohltemperierten Klaviers, einer Sammlung von Präludien und Fugen für Tasteninstrumente von Johann Sebastian Bach.

## Präludium
Dies ist ein Beispiel eines Präludiums, das durchaus als eigenständiges Stück gelten kann: es ist bedeutend länger als die nachfolgende Fuge und zudem auch sehr viel gewichtiger. Die 70 Takte enthalten drei deutlich unterscheidbare Teile: Takt 1 bis 9 erscheint als harmonisch weitgespanntes „Präludium im Präludium“: erst in der zweiten Hälfte von Takt 4 wird Es-Dur als Tonika bestätigt. Nach einem virtuosen Lauf in Zweiunddreißigstelnoten folgt als zweiter Teil ein vierstimmiger imitatorischer Abschnitt, den Hermann Keller als Doppelfugato bezeichnet. Das Thema dieses Abschnitts, von Takt 10 bis 24, erinnert an das erste Thema der fünfstimmigen Fuge in Es-Dur für Orgel aus dem dritten Teil der Clavierübung.
Im dritten Teil, ab Takt 25, werden die Motive aus den beiden ersten Teilen in einem rhythmisch komplementären Sechzehntelfluss kombiniert. Eine akkordische Verdichtung in der rechten Hand in Takt 45 steigert sich in Takt 59 zum Höhepunkt, mit dem dreigestrichenen c als Höchstnote. In den letzten drei Takten ist ein Passus duriusculus von Es bis B zu hören, verteilt auf Sopran und Tenor.

## Fuge
Dem strengen Ernst des Präludiums folgt unbeschwerte Heiterkeit der Fuge, die mit 37 Takten nur die knappe Hälfte der Spieldauer des Präludiums erreicht. Cecil Gray vergleicht diese dreistimmige Fuge mit dem dritten Satz der Faust-Sinfonie von Franz Liszt, in dem die Themen des ersten Satzes karikiert werden, betont jedoch gleichzeitig ihren gutmütigen Charakter. Das Fugenthema moduliert zwar in nur zwei Takten zur Dominante und zurück, doch der Comes beantwortet das Thema ausschließlich in der Tonika, so dass im weiteren Verlauf keine weit entfernten Tonarten erreicht werden. Auffällig ist zudem der Mangel an „gelehrten“ Kunstgriffen der kontrapunktischen Satzweise. Es fehlen jegliche Augmentationen, Diminutionen, Umkehrungen oder Engführungen. Der Passus duriusculus in der Oberstimme von g1 nach d1 in Takt 15–17, das überraschende ges1 statt des erwarteten g1 beim letzten Auftritt des Themas in der Mittelstimme in Takt 34, sowie die abschließende harmonische Wendung im letzten Takt bewirken keine Eintrübung der heiteren Stimmung, sondern können als humorvolles Augenzwinkern gedeutet werden.